# Préchac (Gers)
Préchac település Franciaországban, Gers megyében. Lakosainak száma 156 fő (2022. január 1.). Préchac Cézan, Fleurance, Lavardens, Montestruc-sur-Gers, Puységur és Réjaumont községekkel határos.

## Népesség
A település népességének változása:
| Lakosok száma | 181  | 136  | 133  | 160  | 183  | 186  | 171  | 163  | 161  | 156  |
|               | 1968 | 1982 | 1990 | 2006 | 2013 | 2015 | 2017 | 2019 | 2020 | 2022 |